# 中国民主促进会海南省委员会
中国民主促进会海南省委员会，简称民进海南省委、海南民进，是中国民主促进会在海南省的地方组织。